# روبرت سكوت (لاعب كرة قاعدة)
روبرت سكوت (بالإنجليزية: Robert Scott)‏ هو لاعب كرة قاعدة أمريكي، ولد في 10 ديسمبر 1892 في غالفستون في الولايات المتحدة، وتوفي في 22 نوفمبر 1947 في نيويورك في الولايات المتحدة.